# Dieter Rödding
Dieter Rödding (* 24. August 1937 in Hattingen (Ruhr); † 4. Juni 1984 in Münster) war ein deutscher Mathematiker, der sich vor allem mit Mathematischer Logik beschäftigte.
1956 nahm Rödding sein Studium an der Westfälischen Wilhelms-Universität Münster auf. 1961 wurde er mit der von Gisbert Hasenjaeger betreuten Dissertation "Darstellungssätze über die (im Kalmár-Czillagschen Sinne) elementaren Funktionen" promoviert. Bereits 1964 habilitierte er sich in Münster mit der Schrift "Theorie der Rekursivität über dem Bereich der endlichen Mengen von endlichem Rang". 1966 wurde er Nachfolger von Hans Hermes auf dem Lehrstuhl für Mathematische Logik und Grundlagenforschung und Direktor des gleichnamigen Instituts der Westfälischen Wilhelms-Universität Münster.
Bekannt wurde Rödding durch seine Ergebnisse zur Klassifikation rekursiver Funktionen, zu Rekursionstypen der klassischen Prädikatenlogik, zum Scholzschen Spektrumproblem sowie zu Anzahlquantoren in der Prädikatenlogik und zur arithmetischen Hierarchie von Kleene-Mostowski. Als einer der ersten setzte Rödding – lange vor der "Geburt" der Informatik – einen maschinenorientierten Komplexitätsbegriff für die Untersuchung rekursiver Funktionen und logischer Entscheidungsprobleme ein.
Zu seinen Schülern zählen Helmut Schwichtenberg, Thomas Ottmann, Elmar Cohors-Fresenborg, Egon Börger, Hans Georg Carstens, Lutz Priese und Hans Kleine Büning.
Ein vollständiges Schriftenverzeichnis Röddings findet sich in dem von Egon Börger verfassten Nachruf (Jahresbericht DMV 1987).